# دو بویس (نبراسکا)
دو بویس(به انگلیسی: Du Bois) شهری در ایالت نبراسکا کشور ایالات متحده آمریکا است که جمعیت آن در سرشماری سال ۲۰۱۰ میلادی، ۱۴۷ نفر بوده‌است.